# Зубов, Леонид Михайлович
Леонид Михайлович Зу́бов (1 сентября 1943, Яренск, Архангельская область) — советский и российский ученый в области механики деформируемого твердого тела, доктор физико-математических наук (1986), профессор (1989).

## Образование
- Окончил физико-механический факультет Ленинградского политехнического института в 1966 году.
- Окончил аспирантуру Ленинградского политехнического института в 1970 году.
- Защита кандидатской диссертации на тему «Бифуркация равновесия нелинейно упругого тела» (выполнена под руководством чл.-корр. АН СССР, проф. А. И. Лурье) в 1970 году
- Защита докторской диссертации на тему «Полуобратные и вариационные методы в нелинейной теории упругости» в 1986 году
- Присуждение учёного звания профессора в 1989 году

## Научная и педагогическая деятельность
- С 1970 г. научная деятельность в НИИ механики и прикладной математики и педагогическая деятельность на кафедре теории упругости Ростовского государственного университета.
- Член Российского национального комитета по теоретической и прикладной механике, член-корреспондент МАН ВШ, лауреат Российской государственной научной стипендии для выдающихся учёных, соросовский профессор.
- Опубликовано свыше 300 научных работ, среди которых четыре монографии.
- Подготовил более 20 кандидатов наук и 2 докторов наук.
- Участвует в подготовке кадров высшей квалификации.
- Является членом диссертационного совета Д 212.208.06 ЮФУ.
- Руководство лабораториями нелинейной механики НИИМиПМ ЮФУ (Ростов-на-Дону) и ИПМаш РАН (Санкт-Петербург)
- Руководство научными проектами по грантам ISF, РФФИ
- Руководство программами «Университеты России» и «Интеграция»

## Основные научные результаты
- Сформулировал новые вариационные принципы в теории упругости (1970-е).
- На основе полуобратного метода разработал подходы к решению задач нелинейной теории упругости.
- Создал научное направление — нелинейную теорию дислокаций Вольтерры в упругих телах.
- Получил ряд фундаментальных результатов в континуальной теории дислокаций и дисклинаций.
- Вывел законы сохранения нелинейной моментной теории упругости, а также применил их к построению точных решений задач о больших деформациях сред сложной структуры.

## Оригинальные курсы для студентов и аспирантов
- Механика сплошных сред
- Нелинейные задачи теории упругостии и пластичности
- Модели ориентированных сред
- Модели стенок кровеносных сосудов

Также Л. М. Зубов является автором учебника по тензорному анализу.